# Gheorghe Buzdugan (inginer)
Gheorghe Buzdugan (n. 11 decembrie 1916, Sighișoara, Austro-Ungaria – d. 20 septembrie 2012, Cuciulata, Hoghiz, Brașov, România) a fost un inginer român, membru titular al Academiei Române din 1990.
A fost președinte de onoare al Academiei de Științe Tehnice din România.
A fost membru supleant al CC al PCR.

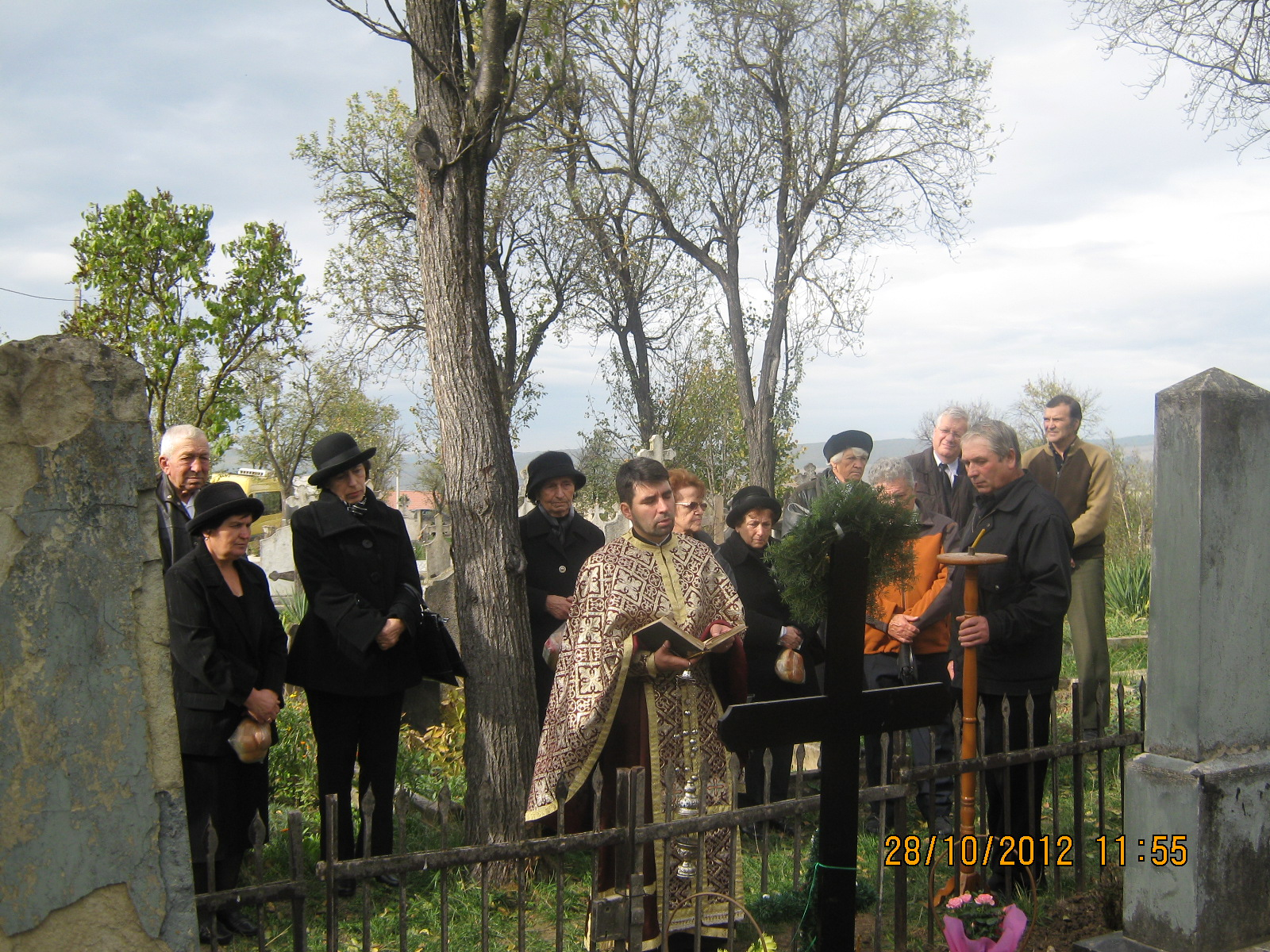
Gheorghe Buzdugan a fost înmormântat în satul său natal

## Distincții
- titlul de Profesor universitar emerit al Republicii Socialiste România (26 iunie 1969) „în semn de prețuire a personalului didactic pentru activitatea meritorie în domeniul instruirii și educării elevilor și studenților și a contribuției aduse la dezvoltarea învățămîntului și culturii din patria noastră”[5]
- Ordinul Național „Pentru Merit” în grad de Mare Cruce (2000)[6]

## Legături Externe
- Membrii Academiei Române din 1866 până în prezent – B
- http://www.crispedia.ro/Gheorghe_Buzdugan